# Basarabeasca
Basarabeasca (russisch Бессарабка Bessarabka – bis 1957 Романовка Romanowka) ist eine Stadt am Fluss Cogâlnic in der Republik Moldau unmittelbar an der Grenze zur Ukraine mit etwa 12.500 Einwohnern.
Die Stadt ist Hauptort des moldauischen Rajons Basarabeasca und ist ein lokales Zentrum der Region, etwa 100 Kilometer südlich der Hauptstadt Chișinău.

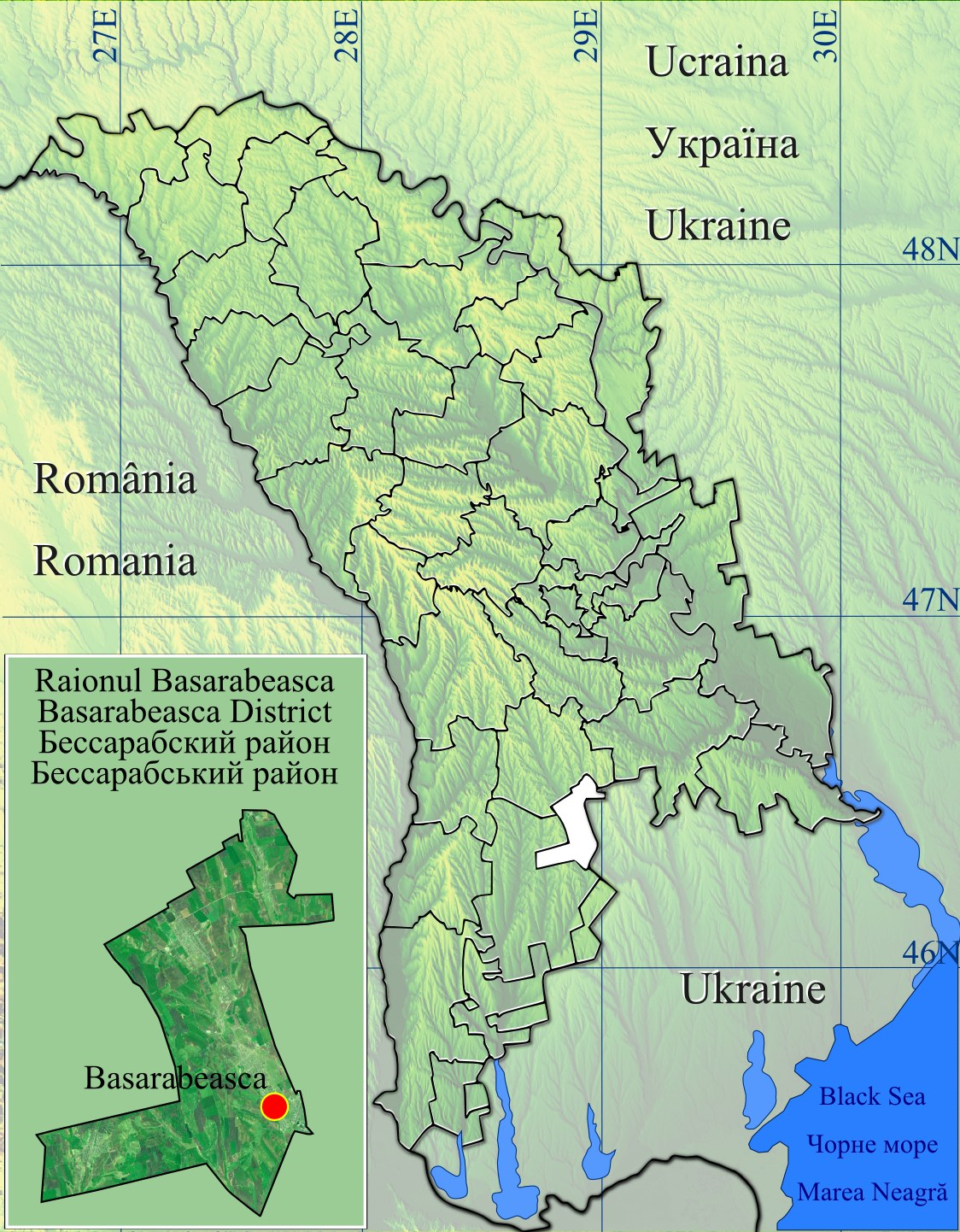
Lage der Stadt innerhalb des Rajons und Moldau

## Geschichte
Der Ort entstand 1846 als jüdische Kolonie in Bessarabien, damals Teil des Russischen Reiches, unter dem ursprünglichen Namen Romanowka (Романовка) zu Ehren der russischen Zarendynastie der Romanows. 1859 lebten im Ort 86 jüdische Familien, die 1750 Hektar Ackerland bewirtschafteten. Nach der Abschaffung des jüdischen Grundbesitzes 1866 verloren viele Bauern ihre Existenzgrundlage, einige wandten sich dem Weinanbau, Handel und Handwerk zu. Zur Linderung der großen Not wurde ab 1876 ein Wochenmarkt eingeführt. 1897 hatte der Ort 1625 Einwohner, von denen 71 % Juden waren; der Rest gliederte sich in Russen, Rumänen und Deutsche auf. Bereits 1877 wurde östlich des Ortes eine Eisenbahnstation an der Bahnstrecke Bender–Galați eröffnet, diese trug den Namen Bessarabka (in Anlehnung an die Lage in Bessarabien).
1910 erhielten die ersten Häuser des Dorfes einen Telefonanschluss. Am 5. Dezember 1912 wurde eine neue Synagoge geweiht; 1913 hatte der Ort schon 1741 Einwohner. Nach dem Ende des Ersten Weltkrieges kam der Ort wie ganz Bessarabien zum Königreich Rumänien und erhielt den romanisierten Namen Românești. 1923 gab es im Ort 690 Häuser, in denen 1520 Männer und 1597 Frauen wohnen. Noch unter russischer Herrschaft wurde 1916 die Bahnanstrecke nach Akkerman (heute Bilhorod-Dnistrowskyj) gebaut, die zwischen 1997 und 2022 bis Beresyne unterbrochen war. 1940 kam es zur Annexion Bessarabiens durch die Sowjetunion, das Gebiet wurde aber 1941 durch Großrumänien wieder zurückerobert. 1944 fiel es endgültig an die Sowjetunion und wurde Teil der Moldauischen SSR.
Am 11. September 1957 wurde Romanowka in Bessarabka umbenannt. Seit 1990 ist der Ort unter seinem moldauischen Namen ein Teil des heutigen Republik Moldau.
Größter Arbeitgeber im Ort sind die Moldauischen Eisenbahnen, die im Ort ein Eisenbahndepot mit großer Werkstätte unterhalten.

## Einwohnerzahlen
| Volkszählung | Einwohnerzahl |
| ------------ | ------------- |
| 1989         | 14.500        |
| 2004         | 11.184        |

## Verkehr
Im Bahnhof von Basarabeasca zweigt die Bahnstrecke Basarabeasca–Odessa in die Ukraine ab, die 1999 zwischen Basarabeasca und Soborne (Ukraine) stillgelegt worden war. Um nach dem russischen Überfall auf die Ukraine eine weitere Verbindung in den Westen zu schaffen, wurde der stillgelegte Abschnitt saniert und am 22. August 2022 wieder in Betrieb genommen.

## Persönlichkeiten
- Inna Șupac (* 1984), moldauische Politikerin
- Xenia Deli (* 1989), Topmodel und Schauspielerin